# Арена сміливих
«Арена сміливих» (рос. «Арена смелых») — радянський кінофільм-концерт 1953 року. Спільна робота режисерів Сергія Гурова і Юрія Озерова. Фільм є екранізацією циркової вистави.

## Сюжет
У фільмі показано циркову виставу, в якій беруть участь молоді майстри радянського цирку.

## У ролях
- Олег Попов — камео
- Едуард Середа — камео
- Борис Вяткін — камео
- Мануела Папян — камео
- Віолетта Кісс — камео
- Олександр Кісс — камео
- Ірина Сидоркіна — камео
- Володимир Самохвалов — камео
- Ізабелла Корольова — камео
- Маріка Корольов — камео
- Гіта Леонтенко — камео

## Знімальна група
- Автори сценарію: Сергій Гуров і Юрій Озеров
- Режисери: Сергій Гуров і Юрій Озеров
- Оператори: Ера Савельєва і Федір Фірсов
- Композитор: Юрій Левітін
- Художник по костюму: Валентин Перельотов і Василь Щербак